# Goldie Locks and the Three Bears
Pour plus de détails, voir Fiche technique et Distribution.
Goldie Locks and the Three Bears (traduisible par Boucle d'or et les trois ours) est un court métrage d'animation sorti en octobre 1922 produit le studio Laugh-O-Gram, fondé par Walt Disney à Kansas City, avant sa mise en faillite en juillet 1923 et le départ de Walt pour Hollywood. Il est basé sur le conte Boucle d'or et les Trois Ours de Jacob et Wilhelm Grimm.

## Fiche technique
- Titre original : Goldie Locks and the Three Bears
  - Titre alternatif : The Peroxide Kid[2]
- Série : Laugh-O-Gram
- Réalisateur : Walt Disney
- Scénario[3] : Walt Pfeiffer d'après Jacob et Wilhelm Grimm
- Animateur[3],[4] : Walt Disney, Hugh Harman, Rudolf Ising, Carman Maxwell, Lorey Taque, Otto Walliman
- Producteur : Walt Disney
- Production : Laugh-O-Gram Films
- Distribution : Leslie B. Mace
- Date de sortie : octobre 1922[3]
- Format d'image : Noir et Blanc
- Durée[3] : 7 min
- Langue : (en)
- Pays de production :  États-Unis

## Commentaires
Durant de nombreuses années Goldie Locks and the Three Bears a été considéré comme l'un des deux courts-métrages du studio avec Jack and the Beanstalk à ne pas avoir survécu. En octobre 2010, deux historiens de l'animation du Museum of Modern Art de New York, David Gerstein et Cole Johnson, annoncent avoir découvert deux dessins animés disparus catalogués sous des noms alternatifs. Dans les archives du MoMA, Cole Johnson a retrouvé Goldie Locks and The Three Bears sous le titre The Peroxide Kid donné lors d'une rediffusion de 1929 tandis que Gerstein a retrouvé Jack The Giant Killer sous le nom The K-O Kid. Gerstein précise qu'il a aussi découvert les deux derniers films considérés comme perdu Cinderella et Jack and The Beanstalk dans une collection privée.